# SN 2005jm
SN 2005jm – supernowa typu Ia odkryta 26 października 2005 roku w galaktyce A215218+0028. W momencie odkrycia miała maksymalną jasność 23,40m.